# 내겐 너무 특별한 친구
《내겐 너무 특별한 친구》(영어: G.B.F.)는 미국에서 제작된 대런 스타인 감독의 2013년 청춘 코미디 영화이다. 마이클 J. 윌릿 등이 출연하였다.

## 출연
- 마이클 J. 윌릿
- 폴 아이어코노
- 사샤 피터서
- 앤드리아 보언
- 조샤 로크모어
- 몰리 탈로브
- 이바나 린치
- 미아 로즈 프램프턴
- 조애나 "조조" 러벡
- 브록 해리스
- 메건 멀랠리
- 너타샤 리온
- 리베카 게이하트
- 조너선 실버먼
- 허레이쇼 샌즈